# Adenia volkensii
Adenia volkensii är en passionsblomsväxtart som beskrevs av Hermann August Theodor Harms. Adenia volkensii ingår i släktet Adenia och familjen passionsblomsväxter. Inga underarter finns listade i Catalogue of Life.